# لويس بيليتييه
لويس بيليتييه (بالإنجليزية: Louis Pelletier)‏ هو كاتب سيناريو أمريكي، ولد في 7 مارس 1906 في نيويورك في الولايات المتحدة، وتوفي في 11 فبراير 2000.

## وصلات خارجية
- لويس بيليتييه على موقع IMDb (الإنجليزية)
- لويس بيليتييه على موقع ألو سيني (الفرنسية)
- لويس بيليتييه على موقع أول موفي (الإنجليزية)
- لويس بيليتييه على موقع قاعدة بيانات برودواي على الإنترنت (الإنجليزية)
- لويس بيليتييه على موقع قاعدة بيانات الأفلام السويدية (السويدية)
- لويس بيليتييه على موقع قاعدة بيانات الفيلم (الإنجليزية)
- لويس بيليتييه على موقع كينوبويسك (الروسية)